# Тумашовский
Тумашовский — поселок в Заводоуковском районе Тюменской области. В рамках организации местного самоуправления находится в Заводоуковском городском округе.

## География
Поселок находится в 28 километрах к северо-востоку от города Заводоуковска, на берегу реки Коктюль

### Часовой пояс
Поселок Тумашовский, как и вся Тюменская область, находится в часовой зоне МСК+2. Смещение применяемого времени относительно UTC составляет +5:00.

## Население
| 2010 |
| ---- |
| 74   |

## Инфраструктура
В поселке одна улица Лесная